# Dysselsdorp
Dysselsdorp es un pueblo en el distrito municipal de Eden, en la provincia del Cabo Occidental de Sudáfrica.
El pueblo está situado aproximadamente a 30 kilómetros al este de Oudtshoorn. Es el sitio de una instalación de la Sociedad Misionera de Londres establecida desde 1838. La estación ha sido administrada por el Consejo Divisional de Oudtshoorn desde 1926.